# Keiko Maeda
Keiko Maeda (jap. 前田 桂子 Maeda Keiko; ur. 25 marca 1980), znana także jako Keiko Teshima (手島 桂子) – japońska judoczka. Olimpijka z Sydney 2000, gdzie odpadła w eliminacjach wadze półśredniej.
Mistrzyni świata w 1999. Startowała w Pucharze Świata w latach 1999–2001, 2004 i 2005. Brązowa medalistka mistrzostw Azji w 2000 roku.

## Letnie Igrzyska Olimpijskie 2000
| Konkurencja | Eliminacje            | Klas. końcowa |
| Konkurencja | Przeciwnik I          | Miejsce       |
| ----------- | --------------------- | ------------- |
| 63 kg       | Celita Schutz (USA) P | 3.            |